# Championnat du monde de hockey sur glace 1977
Navigation
Pologne 1976 Tchécoslovaquie 1978
Le quarante-quatrième championnat du monde  de hockey sur glace et par la même occasion le cinquante-cinquième championnat d’Europe a eu lieu en 1977 en Autriche, au Japon et au Danemark.

## Contexte
Ce tournoi marque le retour du Canada dans la compétition alors qu'ils étaient absents depuis 1970. L'équipe reprend place au sein du groupe A. Le mode de fonctionnement de l'édition précédente est conservé. Un total de 24 nations sont représentées réparties en 8 équipes du groupe A, 9 pour le groupe B et 7 pour le groupe C.
Pour le premier tournoi junior, 8 équipes sont représentées au sein d'un groupe unique avec classement direct des équipes.

## Groupe A
Le groupe A a joué ses matchs à Vienne en Autriche.

### Première phase

#### Résultats
| 21 avril - Suède 8–1 Roumanie - Tchécoslovaquie 11–3 Finlande - Canada 4–1 États-Unis - URSS 10–0 Allemagne fédérale 22 avril - États-Unis 7–2 Roumanie - URSS 11–6 Finlande - Tchécoslovaquie 9–3 Allemagne fédérale - Suède 4–2 Canada 24 avril - Tchécoslovaquie 13–1 Roumanie - URSS 11–1 Canada - Suède 5–1 Finlande - États-Unis 3–3 Allemagne fédérale 25 avril - Suède 7–1 Allemagne fédérale - URSS 18–1 Roumanie 26 avril - Tchécoslovaquie 3–3 Canada | 26 avril - Finlande 3–2 États-Unis 27 avril - Allemagne fédérale 6–3 Roumanie - Canada 5–1 Finlande 28 avril - Suède 9–0 États-Unis - URSS 6–1 Tchécoslovaquie 29 avril - Finlande 4–2 Roumanie - Canada 9–3 Allemagne 30 avril - URSS 8–2 États-Unis - Tchécoslovaquie 3–1 Suède 1er mai - Finlande 4–1 Allemagne fédérale - Canada 7–2 Roumanie 2 mai - Tchécoslovaquie 6–3 États-Unis - URSS 1–5 Suède |

#### Classement
|   | Équipe             | PJ | V | N | D | BP | BC |
| - | ------------------ | -- | - | - | - | -- | -- |
| 1 | Suède              | 7  | 6 | 0 | 1 | 39 | 9  |
| 2 | URSS               | 7  | 6 | 0 | 1 | 65 | 16 |
| 3 | Tchécoslovaquie    | 7  | 5 | 1 | 1 | 46 | 20 |
| 4 | Canada             | 7  | 4 | 1 | 2 | 31 | 25 |
| 5 | Finlande           | 7  | 3 | 0 | 4 | 22 | 37 |
| 6 | États-Unis         | 7  | 1 | 1 | 5 | 18 | 35 |
| 7 | Allemagne fédérale | 7  | 1 | 1 | 5 | 17 | 45 |
| 8 | Roumanie           | 7  | 0 | 0 | 7 | 12 | 63 |

### Phase de relégation

#### Résultats
3 mai
- Finlande 14 – 1 Roumanie
- États-Unis 4 – 1 Allemagne fédérale

5 mai
- Finlande 7 – 2 Allemagne fédérale
- États-Unis 4 – 5 Roumanie

7 mai
- Allemagne fédérale 3 – 2 Roumanie
- Finlande 2 – 3 États-Unis

#### Classement
|   | Équipe             | PJ | V | N | D | BP | BC |
| - | ------------------ | -- | - | - | - | -- | -- |
| 5 | Finlande           | 10 | 5 | 0 | 5 | 45 | 43 |
| 6 | États-Unis         | 10 | 3 | 1 | 6 | 29 | 43 |
| 7 | Allemagne fédérale | 10 | 2 | 1 | 7 | 23 | 58 |
| 8 | Roumanie           | 10 | 1 | 0 | 9 | 20 | 84 |

### Phase finale

#### Résultats
4 mai
- URSS 3 – 4 Tchécoslovaquie
- Suède 0 – 7 Canada

6 mai
- URSS 8 – 1 Canada
- Suède 1 – 2 Tchécoslovaquie

8 mai
- Tchécoslovaquie 2 – 8 Canada
- Suède 3 – 1 URSS

#### Classement
|        | Équipe          | PJ | V | N | D | BP | BC |
| ------ | --------------- | -- | - | - | - | -- | -- |
| Or     | Tchécoslovaquie | 10 | 7 | 1 | 2 | 54 | 32 |
| Argent | Suède           | 10 | 7 | 0 | 3 | 43 | 19 |
| Bronze | URSS            | 10 | 7 | 0 | 3 | 77 | 24 |
| 4      | Canada          | 10 | 6 | 1 | 3 | 47 | 35 |

### Effectif champion
L'équipe tchécoslovaque est alors composée des joueurs suivants :
- Jiří Holeček et Vladimír Dzurilla (gardiens de but),
- Oldřich Macháč, František Pospíšil, Jiří Bubla, Milan Kajkl, Milan Chalupa, Miroslav Dvorak, František Kaberle (défenseurs),
- Vladimír Martinec, Jiří Novák, Marián Šťastný, Ivan Hlinka, Jiří Holík, Eduard Novák, Milan Nový, Jaroslav Pouzar, Peter Šťastný, Vincent Lukáč, Bohuslav Ebermann (attaquants).

L'équipe est dirigée par Starší et Karel Gut.

### Classement du championnat d’Europe
|   | Équipe             |
| - | ------------------ |
| 1 | Tchécoslovaquie    |
| 2 | Suède              |
| 3 | URSS               |
| 4 | Finlande           |
| 5 | Allemagne fédérale |
| 6 | Roumanie           |

## Groupe B
La ville japonaise de Tōkyō a accueilli les matchs du groupe B.

### Résultats
| 10 mars - Pologne 4–2 Pays-Bas - Norvège 4–2 Yougoslavie - Allemagne de l'Est 7–1 Autriche - Japon 5–2 Hongrie 11 mars - Autriche 4–7 Hongrie - Norvège 4–3 Suisse 12 mars - Allemagne de l'Est 7–6 Yougoslavie - Pologne 5–2 Suisse - Japon 8–2 Pays-Bas 13 mars - Yougoslavie 6–4 Autriche - Pays-Bas 2–8 Hongrie - Japon 2–2 Norvège 14 mars - Allemagne de l'Est 9–2 Hongrie - Pologne 7–3 Norvège - Suisse 10–3 Autriche 15 mars - Allemagne de l'Est 7–1 Pologne - Yougoslavie 5–5 Pays-Bas - Japon 3–2 Suisse | 16 mars - Pays-Bas 4–3 Autriche - Norvège 8–2 Hongrie - Japon 4–1 Yougoslavie - Allemagne de l'Est 10–3 Suisse 17 mars - Norvège 4–2 Autriche - Pologne 10–0 Hongrie 18 mars - Allemagne de l'Est 4–2 Pays-Bas - Suisse 5–3 Yougoslavie - Japon 2–5 Pologne 19 mars - Norvège 4–4 Pays-Bas - Yougoslavie 1–3 Hongrie - Japon 6–2 Autriche 20 mars - Suisse 7–3 Hongrie - Allemagne de l'Est 8–1 Norvège - Pologne 3–0 Autriche 21 mars - Suisse 3–2 Pays-Bas - Japon 0–5 Allemagne de l'Est - Pologne 4–6 Yougoslavie |

### Classement
|   | Équipe             | PJ | V | N | D | BP | BC |
| - | ------------------ | -- | - | - | - | -- | -- |
| 1 | Allemagne de l'Est | 8  | 8 | 0 | 0 | 57 | 16 |
| 2 | Pologne            | 8  | 6 | 0 | 2 | 39 | 22 |
| 3 | Japon              | 8  | 5 | 1 | 2 | 30 | 21 |
| 4 | Norvège            | 8  | 4 | 2 | 2 | 30 | 30 |
| 5 | Suisse             | 8  | 4 | 0 | 4 | 35 | 33 |
| 6 | Hongrie            | 8  | 3 | 0 | 5 | 27 | 46 |
| 7 | Yougoslavie        | 8  | 2 | 1 | 5 | 30 | 36 |
| 8 | Pays-Bas           | 8  | 1 | 2 | 5 | 23 | 39 |
| 9 | Autriche           | 8  | 0 | 0 | 8 | 19 | 47 |

## Groupe C
Le groupe C a été joué à ses matchs à Copenhague au Danemark.

### Résultats
| 12 mars - Danemark 9–2 Grande-Bretagne - France 12–3 Belgique - Italie 12–0 Espagne 13 mars - France 6–3 Grande-Bretagne - Bulgarie 14–2 Espagne - Italie 21–1 Belgique 14 mars - Danemark 6–3 Bulgarie 15 mars - Italie 8–2 France - Grande-Bretagne 6–5 Belgique - Danemark 14–3 Espagne 16 mars - Bulgarie 6–4 France | 17 mars - Bulgarie 17–4 Belgique - Italie 15–1 Grande-Bretagne 18 mars - France 12–1 Espagne - Danemark 27–4 Belgique 19 mars - Italie 6–0 Bulgarie - Grande-Bretagne 2–5 Espagne - Danemark 3–1 France 20 mars - Belgique 7–6 Espagne - Bulgarie 7–3 Grande-Bretagne - Danemark 2–2 Italie |

### Classement
|   | Équipe          | PJ | V | N | D | BP | BC |
| - | --------------- | -- | - | - | - | -- | -- |
| 1 | Italie          | 6  | 5 | 1 | 0 | 64 | 6  |
| 2 | Danemark        | 6  | 5 | 1 | 0 | 61 | 15 |
| 3 | Bulgarie        | 6  | 4 | 0 | 2 | 47 | 25 |
| 4 | France          | 6  | 3 | 0 | 3 | 37 | 24 |
| 5 | Espagne         | 6  | 1 | 0 | 5 | 17 | 61 |
| 6 | Belgique        | 6  | 1 | 0 | 5 | 24 | 89 |
| 7 | Grande-Bretagne | 6  | 1 | 0 | 5 | 17 | 47 |

L'Italie et le Danemark ayant gagné tous leurs matchs et s'étant séparés sur la marque de 2 buts partout sont départagés par la différence de buts. Avec +58 buts, l'Italie finit donc à la première place devant le Danemark (+46).

### Sources
1. ↑  (cs) Résultats des championnats du monde sur http://www.pis.cz/.

- (de) Cet article est partiellement ou en totalité issu de l’article de Wikipédia en allemand intitulé « Eishockey-Weltmeisterschaft 1977 » (voir la liste des auteurs).